# Вертолёт
Вертолёт (устар. гелико́птер) — винтокрылый летательный аппарат вертикального взлёта и посадки, у которого подъёмная и движущая (пропульсивная) силы на всех этапах полёта создаются одним или несколькими несущими винтами с приводом от одного или нескольких двигателей.

## Этимология
Устаревшее название вертолёта — «геликоптер» — было заимствовано из французского языка (фр. hélicoptère) уже в конце XIX века. Во французском языке, в свою очередь, слово было создано из корней древнегреческого языка (др.-греч. ἕλιξ, родительный падеж ἕλικος «спираль, винт» и πτερόν «крыло»).
Авторство слова «вертолёт» (от «вертится» и «летает») принадлежит Н. И. Камову. Самым ранним документом, в котором употребляется «вертолёт», является Протокол заседания Технической Комиссии Центрального Совета ОСОАВИАХИМа под председательством Б. Н. Юрьева, датированный 8 февраля 1929 года. Заседание Комиссии было посвящено рассмотрению проекта автожира КАСКР-1 инженеров Н. И. Камова и Н. К. Скржинского. Новое слово прижилось как синоним слова «геликоптер», в конце 1940-х годов полностью заменив его. Слово «автожир» осталось в русском языке в своём первоначальном значении.
Не представляется верным утверждение Л. А. Введенской и Н. П. Колесникова, что, «когда изобрели летательный аппарат, которому не нужен разбег перед взлётом, поскольку он способен вертикально подняться и полететь с любой площадки, то для его наименования создали слово „вертолёт“ (вертикально + лететь)», тем более, что КАСКР-1, являющийся автожиром, не мог подниматься вертикально.
Также существует версия, что слово «вертолёт» придумал и ввёл в русский язык советский писатель-фантаст А. П. Казанцев.

## История создания

### Первые идеи
Первое упоминание о вертикально взлетающем аппарате появилось в Китае около 400 года н. э. Аппарат представлял собой игрушку в виде палки с прикреплёнными к концу этой палки перьями в виде винта, которую следовало раскручивать в зажатых ладонях для создания подъёмной силы, а затем отпускать.
Известны проекты различных летательных аппаратов, не являющиеся вертолётами, начиная с летательного аппарата Леонардо да Винчи (1475 год) и далее до, например, автожира Хуана де ла Сиервы (1920 год).

#### Действующий физический прибор
Независимо от идеи летательного аппарата Леонардо да Винчи, труды которого были найдены много позже, М. В. Ломоносов пытался создать летательный аппарат вертикального взлёта, который должны были обеспечивать спаренные винты (на параллельных осях), однако это устройство не подразумевало пилотируемых полётов — основным предназначением данного прибора были метеорологические исследования — всяческие измерения на разных высотах (температура, давление и т. д.). Учёному удалось только сделать физический прибор для демонстрации принципа вертикального полёта. Вот что сказано в протоколе конференции Академии Наук (1754, июля 1; перевод с латинского) и в отчёте М. В. Ломоносова о научных работах в 1754 году (1755):

№ 4…Высокопочтенный советник Ломоносов показал изобретённую им машину, называемую им аэродромической [воздухобежной], которая должна употребляться для того, чтобы с помощью крыльев, движимых горизонтально в различных направлениях силой пружины, какой обычно снабжаются часы, нажимать воздух [отбрасывать его вниз], отчего машина будет подниматься в верхние слои воздуха, с той целью, чтобы можно было обследовать условия [состояние] верхнего воздуха посредством метеорологических машин [приборов], присоединённых к этой аэродинамической машине. Машина подвешивалась на шнуре, протянутом по двум блокам, и удерживалась в равновесии грузиками, подвешенными с противоположного конца. Как только пружина заводилась, [машина] поднималась в высоту и потом обещала достижение желаемого действия. Но это действие, по суждению изобретателя, ещё более увеличится, если будет увеличена сила пружины и если увеличить расстояние между той и другой парой крыльев, а коробка, в которой заложена пружина, будет сделана для уменьшения веса из дерева. Об этом он [изобретатель] обещал позаботиться… / 
№ 5 …Делал опыт машины, которая бы, поднимаясь кверху сама, могла поднять с собою маленький термометр, дабы узнать градус теплоты на вышине, которая хотя с лишком на два золотника облегчилась, однако к желаемому концу не приведена.— «Воздухоплавание и авиация в России до 1917 г.»

#### Проект д’Амекура
В 1853—1860 годах во Франции Гюстав Понтон д’Амекур разработал проект летательной машины — «аэронефа». Аэронеф должен был подниматься вверх с помощью двух соосных винтов, приводимых в движение паровой машиной.

#### Проекты Кузьминского
Павел Дмитриевич Кузьминский создал несколько проектов аппаратов тяжелее воздуха, ни один из которых, правда, не был реализован на практике. Один из проектов, известный под названием «Руссолет», с двумя коническими спиральными вертикальными винтами «руссоидами», или «руссоидальными винтами», судя по эскизам в «Записках Русского технического общества», фактически представлял собой двухвинтовой вертолёт, хотя по другим сведениям один винт был направлен вверх, а другой вперёд.

#### Одновинтовая схема
До изобретения автомата перекоса управлять полётом вертолёта предполагалось с помощью отклоняемых поверхностей (рулей) или с помощью дополнительных боковых винтов. С помощью автомата перекоса стало возможным управлять вертолётом непосредственно несущим винтом. 18 мая 1911 года выдающийся инженер Б. Н. Юрьев опубликовал «схему одновинтового вертолёта с рулевым винтом и автоматом перекоса лопастей». До настоящего времени этот механизм используется на большинстве вертолётов. В 1912 году Юрьев построил первый макет одновинтового вертолёта с рулевым винтом. Однако, из-за отсутствия денег он не смог запатентовать свои изобретения и продолжить разработки.

### Первые успехи
Главной причиной появления вертолётов, которые смогли оторваться от земли, стало применение в качестве силовой установки бензинового двигателя, обладающего по отношению к паровому двигателю большей мощностью при меньшем весе.

#### Вертикальный полёт
Первый в истории вертикальный полёт состоялся 24 августа (по другим источникам, 29 сентября) 1907 года и продолжался одну минуту (полёт проходил на привязи, без пилота и не был управляемым). Вертолёт, построенный братьями Луи и Жаком Бреге (Louis & Jacques Bréguet) под руководством профессора Шарля Рише (Charles Richet), поднялся в воздух на 50 см. Аппарат имел массу 578 кг и был оснащён двигателем Antoinette мощностью 45 л. с. Gyroplane имел 4 несущих винта диаметром 8,1 м, каждый винт состоял из восьми лопастей, попарно соединённых в виде четырёх вращающихся бипланных крыльев. Суммарная тяга всех винтов составляла 560—600 кг. Максимальная высота полёта на режиме висения — 1,525 м была достигнута 29 сентября.
Также существуют данные о том, что в 1905 году француз М. Леже создал аппарат с двумя противоположно вращающимися винтами, который мог на некоторое время отрываться от земли.
Румынский изобретатель Родриг Голиеску сконструировал в 1909 году самолёт, конструкция которого аналогична конструкции современных самолётов вертикального взлёта и посадки и вертолётов.

#### Первый лётчик
Ещё в 1894 году словацкий изобретатель и конструктор Ян Багиль разработал проект вертолёта с приводом от человеческой силы. Первый успешный полёт его вертолёта состоялся в 1905 году, когда устройство поднялось на высоту 4 метра и пролетело 1,5 километра. В январе 1906 года он получил так называемое описание патента, однако дальнейшая судьба его вертолёта остаётся неизвестной.
Второй человек поднявшимся в воздух на вертолёте, был французский механик велосипедов Поль Корню. 13 ноября 1907 года он сумел, на сконструированном им вертолёте, подняться вертикально в воздух на высоту 50 см и провисеть в воздухе 20 секунд. Основное достижение Корню состояло в попытке сделать вертолёт управляемым, для чего изобретатель установил под винтами специальные поверхности, которые, отражая поток воздуха от винтов, давали аппарату определённый запас манёвренности. Но и этот вертолёт был плохо управляемым.

#### Устойчиво управляемый полёт
В 1922 году профессор Георгий Ботезат, эмигрировавший после революции из России в США, построил по заказу армии США первый устойчиво управляемый вертолёт, который смог подняться в воздух с грузом на высоту 5 м и находиться в полёте несколько минут.

### Хронология
- 5 мая 1905 года 1905 год — Ян Багиль осуществил первый успешный полёт на сконструированном им вертолёте с приводом от человеческой силы, поднявшись на высоту около 4 метра и пролетев примерно 1,5 километра.
- 1908 — 1912 годы — учась в Киевском Политехническом Институте, И. И. Сикорский спроектировал и построил 6 вертолётов
- 24 апреля 1924 года аргентинский инженер Рауль Патерас Пескара установил первый мировой рекорд дальности полёта на вертолёте Pescara No. 3 — 736 м.
- 4 мая 1924 года французский инженер Этьен Эмишен пролетел на своём вертолёте 1100 м по замкнутому треугольному маршруту. Полёт продолжался 7 мин 40 с.
- В 1930 году итальянская машина конструкции д’Асканио пролетела 1078 м, став первым вертолётом, преодолевшим расстояние свыше 1 км.
- 14 августа 1932 года А. М. Черёмухин установил на первом советском вертолёте ЦАГИ 1-ЭА неофициальный мировой рекорд высоты полёта — 605 м.
- 21 декабря 1935 года вертолёт соосной схемы Gyroplane конструкции Луи Бреге и Рене Дорана впервые развил скорость 100 км/ч.
- В 1936 году немецкий инженер Фокке создал вертолёт Focke-Wulf Fw 61[16]
- 14 сентября 1939 года И. И. Сикорский оторвал вертолёт VS-300 собственной конструкции от земли.
- 4 марта 1940 года Правительство СССР издало Постановление о создании нового вертолёта, к разработке которого приступило ОКБ-3 МАИ под руководством И. П. Братухина. 27 июля 1940 года был утверждён эскизный проект вертолёта, получившего обозначение 2МГ «Омега» (двухмоторный геликоптер поперечной схемы).
- В 1942 году немецкий вертолёт Flettner Fl 282 (с перекрещивающимися осями несущих винтов, или синхроптер) взлетел с крейсера «Кёльн», став первым вертолётом палубной авиации.
- 14 января 1942 года состоялся первый полёт вертолёта R-4 фирмы Sikorsky. Двухместный R-4, созданный на базе VS-300, стал первым в мире серийным вертолётом.
- В декабре 1942 года первый экземпляр маленького одноместного вертолёта Bell-30 конструкции Артура Янга оторвался от земли. С этого вертолёта, собственно, и началась история фирмы Bell Helicopter.
- Весной 1943 года совершил первый полёт WNF-342 Фридриха Доблхофа — первый в мире реактивный вертолёт.
- В апреле 1944 года лейтенант Армии США Картер Харман на вертолёте R-4 совершил первую в мире эвакуацию раненых на Бирманском театре военных действий.
- В июле 1945 года на армейском вертолёте R-6A был совершён беспосадочный перелёт протяжённостью 690 км (2 марта 1944 года на таком же вертолёте были установлены неофициальные рекорды дальности полёта по прямой — 623 км и продолжительности полёта — 4 ч 55 мин).
- 7 сентября 1965 года первый полёт совершил американский вертолёт AH-1 «Кобра» — первый в мире специально спроектированный ударный вертолёт.
- 6 августа 1969 года лётчик-испытатель В. П. Колошенко на сверхтяжёлом вертолёте Ми-12 поднял груз в 44 205 кг на высоту 2 255 м, установив мировой рекорд грузоподъёмности для вертолётов, который не побит до сих пор.
- В сентябре 1982 года Росс Перо и Джей Кобурн совершили первый кругосветный перелёт на вертолёте Белл 206, занявший 29 дней.
- 26 мая 2005 года вертолёт под управлением французского пилота Дидье Дельсаля достиг высшей точки Земли — горы Эверест.

### В Российской империи
Игорь Сикорский построил в Киеве два вертолёта — в 1908 и 1909 годах. Вертолёт поднимался в воздух, но был недостаточно силён, чтобы поднять пилота. Поэтому Сикорский охладел к вертолёту и занялся конструированием аэроплана. Сикорский вернулся к вертолётам только в 1938 году, пытаясь сохранить предприятие Sikorsky Aircraft на плаву. Первый успешно летавший образец вертолёта Сикорского Vought-Sikorsky 300 (S-46) полетел в 1939 году, а серийный Sikorsky R-4 полетел в 1942 и производился с 1944 года.

### В СССР
«Геликоптерная группа»
В 1926 году в РСФСР в ЦАГИ была создана «геликоптерная группа», которую возглавил А. М. Черёмухин. Итогом работы этой группы стал первый управляемый вертолёт ЦАГИ 1-ЭА, совершивший свой первый полёт в сентябре 1930 года. Силовая установка ЦАГИ-1ЭА включала два РПД М-2 по 120 л. с. каждый. Взлётная масса — 1145 кг. Полёт прошёл на высоте 10—12 м над землёй. Позднее на этом аппарате были достигнуты мировые рекорды: высота полёта — 605 м (в 5 раз больше, чем ранее), продолжительность — 14 минут, наибольшая дальность — 3 км, скорость полёта — 21 км/ч. Для первых лётных испытаний было предложено прикрепить вертолёт к горизонтальному тросу, чтобы не дать вертолёту взлететь на высоту более нескольких метров и исключить опасность крушения в случае падения его с высоты.
Первый серийный
Первый серийный советский вертолёт — Ми-1 разработки ОКБ под руководством М. Л. Миля. В 1948 году лётчик-испытатель М. К. Байкалов совершил на Ми-1 первый полёт с поступательной скоростью.
В 1950 году были завершены государственные испытания, вертолёт пошёл в серийное производство.
С 1952 года Ми-1 начал выпускаться на Казанском вертолётном заводе, что положило начало крупносерийному производству вертолётов в СССР.
В мае 1954 года вертолёт был введён в эксплуатацию в Гражданской авиации.
8 января 1956 года Ми-1 совершил свой первый полёт в Антарктиде.
В СССР производство вертолётов доходило до более чем 900 вертолётов в год.

## Основные принципы
Подобно крылу самолёта, лопасти несущего винта вертолёта находятся под углом к плоскости вращения винта, который называется углом установки лопастей. Тем не менее, в отличие от неподвижного самолётного крыла, угол установки лопастей вертолёта может меняться в широких пределах (до 30°).
Почти всегда несущий винт вертолёта оснащён автоматом перекоса, который для управления полётом обеспечивает смещение центра давления винта в случае шарнирного соединения лопастей или же наклоняет плоскость вращения винта в случае полужёсткого соединения.
Автомат перекоса, как правило, жёстко соединяется с осевым шарниром для изменения угла атаки лопастей.
В схемах с тремя и более несущими винтами автомат перекоса может отсутствовать.
Лопасти вертолёта, как правило, во всех режимах полёта вращаются с постоянной частотой, увеличение или уменьшение тяги несущего винта зависит от шага винта.
Вращение винту обычно передаётся от одного или двух двигателей через трансмиссию и промежуточный редуктор колонки несущего винта. При этом возникает реактивный момент, который стремится закрутить вертолёт в сторону, противоположную от вращения несущего винта. Для противодействия реактивному моменту, а также для путевого управления, используется либо рулевой винт, либо соосная схема несущих винтов, вращающихся в разных направлениях.
В качестве рулевого устройства обычно используется вертикальный рулевой винт на конце хвостовой балки, реже применяют рулевой винт в кольцевом канале — фенестрон, ещё реже систему NOTAR, основанную на эффекте Коанды.
Система NOTAR состоит из полой хвостовой балки, у основания которой находится винт для создания необходимого давления, управляемых щелей вдоль поверхности балки и поворотного сопла для путевого управления на конце балки. Воздух, выходящий из управляемых щелей, создаёт разные скорости на поверхности хвостовой балки. По закону Бернулли, на той части поверхности, где скорость протекания пограничного воздушного слоя больше, меньше давление воздуха. Из-за разницы давлений воздуха на стороны хвостовой балки возникает необходимая сила, направленная от участка с большим давлением к участку с меньшим давлением (пример такого вертолёта — MD 500).
Также существуют варианты с расположением рулевого винта на крыле вертолёта, при этом винт не только противодействует реактивному моменту и участвует в путевом управлении, но и создаёт дополнительную тягу, направленную вперёд, разгружая тем самым несущий винт во время полёта.
При использовании соосной схемы противоположно вращающихся винтов реактивные моменты взаимно компенсируются, при этом дополнительная мощность от двигателей не требуется. Однако такая схема заметно усложняет конструкцию вертолёта.
В случае, если винт приводится во вращение реактивными двигателями, закреплёнными на самих лопастях, реактивный момент почти не заметен.
Для разгрузки несущего винта на большой скорости вертолёт может оснащаться достаточно развитым крылом, для увеличения путевой устойчивости может также применяться оперение.
Когда вертолёт летит вперёд, лопасти, движущиеся вперёд, имеют бо́льшую скорость относительно воздуха, чем движущиеся назад. Вследствие этого одна из половин винта создаёт бо́льшую подъёмную силу, чем другая, и возникает дополнительный кренящий момент. При этом половина винта с наступающими лопастями по отношению к набегающему воздушному потоку под действием этого потока стремится совершить взмах вверх в горизонтальном шарнире. При наличии жёсткой связи с автоматом перекоса это ведёт к уменьшению угла атаки и, следовательно, к уменьшению подъёмной силы. На другой же половине винта лопасти испытывают гораздо меньшее давление воздуха, угол установки лопастей увеличивается, увеличивается и подъёмная сила. Этот простой способ уменьшает влияние кренящего момента. На отступающих лопастях при определённых обстоятельствах может наблюдаться срыв потока, а концевые участки наступающих лопастей могут преодолевать волновой кризис при прохождении звукового барьера.
Кроме того, для улучшения устойчивости во время полёта, повышения наибольших скорости и грузоподъёмности, применяют дополнительные крылья (например, на Ми-6 и частично на Ми-24 — у этого вертолёта роль дополнительных крыльев выполняют пилоны подвесного оружия). За счёт дополнительной подъёмной силы на крыльях удаётся разгрузить несущий винт, снизить общий шаг винта и несколько снизить силу эффекта кренения, однако в режиме висения крылья создают дополнительное сопротивление нисходящему воздушному потоку от несущего винта, тем самым снижая устойчивость.
Несущий винт создаёт вибрацию, угрожающую разрушением конструкции. Поэтому в большинстве случаев применяется активная система гашения возникающих колебаний.
При отказе двигателей вертолёт должен иметь возможность безопасно приземлиться в режиме авторотации, то есть в режиме самовращения несущего винта под действием набегающего потока воздуха. Для этого почти все вертолёты, за исключением реактивных, снабжены муфтой свободного хода, которая в случае необходимости разъединяет трансмиссию с несущим винтом. Посадка в режиме авторотации получается управляемой, но считается аварийным режимом: установившаяся скорость снижения у лёгких вертолётов от 5 м/с, а у тяжёлых до 30 м/с и более Без резкого «затяжеления» винта перед столкновением с землёй такая посадка мало отличается от падения.
Характеристики вертолёта зависят от давления окружающего воздуха, в частности от высоты полёта, температуры воздуха, влажности.

### Основные части вертолёта
- Несущий винт предназначен для создания подъёмной и пропульсивной[1] (движущей) сил, а также для управления полётом. Он состоит из лопастей и втулки, которая передаёт крутящий момент с вала главного редуктора к лопастям.
- Рулевой винт служит для компенсации реактивного крутящего момента несущего винта и путевого управления одновинтового вертолёта. Он состоит из лопастей и втулки, закреплённой на вале хвостового редуктора. См. также: Фенестрон
- Автомат перекоса обеспечивает управление общим и циклическим шагом несущего винта, передавая управляющий сигнал от цепи управления к осевому шарниру втулки несущего винта.
- Система управления предназначена для создания сил и моментов, необходимых для движения вертолёта по заданной траектории.
- Трансмиссия предназначена для передачи мощности от двигателей к несущему и рулевому винтам и вспомогательным узлам. Схема трансмиссии определяется схемой вертолёта, числом и расположением двигателей. Трансмиссия состоит из главного, промежуточного и хвостового редукторов, валов и их опор, соединительных муфт, тормоза несущего винта.
- Фюзеляж служит для размещения экипажа, пассажиров, грузов, оборудования, топлива и т. д. К фюзеляжу крепятся шасси, подредукторные рамы, узлы крепления двигателя, оперение и т. д.
- Крыло создаёт дополнительную подъёмную силу, разгружая несущий винт, что позволяет увеличить скорость полёта. В крыле могут размещаться топливные баки, оборудование, ниши для уборки шасси. У вертолётов поперечной схемы крыло поддерживает несущие винты.
- Оперение предназначено для обеспечения устойчивости и управляемости вертолёта. Оно разделяется на горизонтальное (стабилизатор) и вертикальное (киль).
- Взлётно-посадочные устройства служат для стоянки вертолёта, передвижения его по земле и гашения энергии удара при посадке. Они могут быть выполнены в виде колёсного шасси, полозкового шасси или поплавков (жёстких или надувных). Колёсное шасси может быть убираемым в полёте.
- Силовая установка предназначена для создания мощности, потребляемой на привод несущего и рулевого винтов и вспомогательных агрегатов. Представляет собой комплекс двигателей (поршневых, газотурбинных или электрических числом от 1 до 3 и (редко) более) с системами, обеспечивающими их нормальную устойчивую работу на всех режимах полёта.

### Управление
Управление по крену и тангажу на большинстве существующих вертолётов осуществляется с помощью циклического изменения угла атаки лопастей (шага) несущего винта, называемого циклическим шагом, с помощью автомата перекоса. При изменении циклического шага создаётся момент, наклоняющий вертолёт, вследствие чего вектор тяги несущего винта отклоняется в заданном направлении. На конвертопланах управление осуществляется по-самолётному. Также возможны иные способы управления по крену и тангажу, но они не применяются на существующих вертолётах.
Управление по рысканью разнится в зависимости от аэродинамической схемы вертолёта и может быть осуществлено с помощью рулевого винта (у вертолётов классической схемы), разницы общего шага винтов (у двухвинтовых вертолётов), с помощью реактивного сопла (у вертолётов со струйной системой), а также при горизонтальном движении с помощью вертикального оперения.
Для управления циклическим шагом в кабине вертолёта установлена вертикальная ручка. Её отклонение вперёд/назад обеспечивает управление по тангажу, влево/вправо — по крену. Для изменения общего шага несущего винта (соответственно, подъёмной силы вертолёта) используется отклоняемая вверх ручка «шаг-газ» под левой рукой лётчика. Управление по рысканью осуществляется педалями.
Существенно, что в вертолёте, в отличие от самолётов, применяется не прямое управление мощностью двигателя, а опосредованное. В ходе полёта скорость вращения несущего винта изменяется в относительно узких пределах. Логику работы управления мощностью можно описать следующим образом. Например, для выполнения взлёта лётчик увеличивает общий шаг несущего винта, возросшее сопротивление воздуха уменьшает обороты винта, автоматика управления двигателем обнаруживает такое падение оборотов и увеличивает подачу топлива, таким образом увеличивая мощность. Такая система устанавливается на всех без исключения вертолётах с газотурбинными двигателями, а также на подавляющем большинстве поршневых вертолётов, за исключением редких образцов 1950-х годов.
Несмотря на наличие такой автоматической системы управления, в ряде случаев всё же требуется вмешательство лётчика (прямое регулирование мощности двигателя). Для этого на ручке общего шага расположен регулятор мощности (т. н. «коррекция»). Регулятор выполнен в виде поворотного кольца, подобного мотоциклетной ручке газа. Диапазон коррекции относительно невелик; коррекция применяется для точной регулировки мощности. По этой причине ручка общего шага зачастую называется «шаг-газ».
На двухдвигательных вертолётах может также устанавливаться система прямого раздельного управления двигателями. Она используется как резервная — на случай различных отказов или аварийных ситуаций.

## Преимущества и недостатки
Главным достоинством является способность совершать взлёт и посадку по вертикали — вертолёт может приземлиться (и взлететь) в любом месте, где есть ровная площадка размером в полтора диаметра винта. Также их манёвренность: вертолёты способны к зависанию в воздухе и даже к полёту «задом наперёд». Кроме того, вертолёты могут перевозить груз на внешней подвеске, что позволяет перевозить очень громоздкие грузы, а также выполнять монтажные работы.
Основные недостатки, присущие всей винтокрылой технике, по сравнению с самолётами, — меньшая максимальная скорость полёта и повышенный расход горючего (удельный расход топлива). Как следствие, более высокая стоимость полёта в расчёте на пассажиро-километр или единицу массы перевозимого груза. Также к недостаткам вертолётов можно отнести и сложность в управлении.
У вертолётов с реактивным приводом несущего винта резко усложняется посадка на авторотации (при отключении двигателей большое лобовое сопротивление гондол двигателей быстро замедляет вращение несущего винта), также высокий шум и большая заметность от факелов двигателей.
Как и у самолётов, у вертолётов существуют свои особенные, характерные только для них опасные режимы полёта, аварийные режимы и аэродинамические особенности: например, вихревое кольцо, земной резонанс и т. д. Пилот вертолёта должен иметь твёрдые знания и практические навыки для предотвращения возможных аварийных ситуаций из-за этих особенностей вертолёта.

## Классификация

### Схемы вертолётов
Классификация вертолётов по способу компенсации реактивного момента несущего винта (схеме вертолёта) является наиболее общеупотребительной .

#### Одновинтовой вертолёт
Вертолёт, имеющий один несущий винт.
Вертолёт с реактивным приводом несущего винта (реактивный вертолёт) — вертолёт, несущий винт которого приводится во вращение при помощи реактивных двигателей или сопел, установленных на лопастях винта. В данной схеме отсутствует механический привод несущего винта, и передаваемый от винта момент незначителен. Для его компенсации и путевого управления на вертолёте устанавливают рулевые поверхности, небольшой рулевой винт или реактивные рулевые сопла.

Сюда же можно отнести экспериментальные вертолёты с маленькими тянущими винтами на каждой лопасти несущего винта и компрессорный привод несущего винта, когда к соплам на лопастях подводится сжатый воздух от компрессора («холодный цикл») или продукты горения под большим давлением («горячий цикл»).
Одновинтовой вертолёт с рулевым винтом — вертолёт, реактивный момент несущего винта которого компенсируется дополнительным рулевым винтом, установленным на хвостовой балке (оперении). Рулевой винт служит также средством путевого управления вертолётом. Данная схема получила наибольшее распространение — по ней построено подавляющее большинство вертолётов в мире, поэтому она часто называется классической схемой.
Разновидностью данной схемы можно считать использование на вертолёте рулевого винта, заключённого в кольцо — фенестрона.

Примеры: Ми-1, Ми-2, Ми-8, Ми-34 и др.
Вертолёт со струйной системой управления — вертолёт, реактивный момент несущего винта которого компенсируется системой сопел по длине и на конце хвостовой балки. Данная система за рубежом получила название NOTAR. (пример: MD-900)
Одновинтовой вертолёт с винтами-компенсаторами (комбинированный вертолёт) — одновинтовой вертолёт, имеющий два воздушных винта, установленных на поперечных консолях (крыле или ферме). Реактивный момент несущего винта компенсируется разностью тяг воздушных винтов. Данная схема нашла применение при создании винтокрылов.
Одновинтовой вертолёт с рулевыми поверхностями — вертолёт, реактивный момент несущего винта которого компенсируется за счёт рулевых поверхностей, отклоняющих воздушный поток от несущего или толкающего хвостового винта. 
- Вертолёт с реактивным приводом несущего винта В-7
- Вертолёт с рулевым винтом Ми-8
- Вертолёт MD 900 со струйной системой NOTAR
- Комбинированный вертолёт (винтокрыл) Eurocopter X3

#### Двухвинтовой вертолёт
Вертолёт, имеющий два несущих винта.
Двухвинтовой вертолёт поперечной схемы (вертолёт поперечной схемы) — вертолёт, имеющий два несущих винта, вращающихся в противоположных направлениях и расположенных на поперечной оси вертолёта. Для этого несущие винты устанавливаются на концах крыла или фермы. Реактивные моменты несущих винтов в этой схеме противоположны по знаку и уравновешивают друг друга на крыле (ферме).
Двухвинтовой вертолёт продольной схемы (вертолёт продольной схемы, устаревшее: вертолёт тандемной схемы) — вертолёт, имеющий два несущих винта, вращающихся в противоположных направлениях и расположенных на продольной оси вертолёта. Для этого несущие винты устанавливаются в носовой и хвостовой частях вертолёта. Из-за особенностей взаимовлияния несущих винтов в горизонтальном полёте задний винт обычно устанавливают выше переднего. Реактивные моменты несущих винтов в этой схеме противоположны по знаку и уравновешивают друг друга на фюзеляже вертолёта.

Разновидностью данной схемы является использование двух несущих винтов, вращающихся в одном направлении. Реактивные моменты здесь компенсируются за счёт наклона осей винтов. 
Двухвинтовой вертолёт соосной схемы (вертолёт соосной схемы, соосный вертолёт) — вертолёт, имеющий два несущих винта, вращающихся в противоположных направлениях и расположенных на одной оси один над другим. Часто такие несущие винты считают единой конструкцией и называют соосным несущим винтом. Реактивные моменты несущих винтов в этой схеме противоположны по знаку и уравновешивают друг друга на главном редукторе вертолёта.
Двухвинтовой вертолёт с перекрещивающимися лопастями (синхроптер) — вертолёт, имеющий два несущих винта, вращающихся в противоположных направлениях и расположенных со значительным перекрытием с небольшим наклоном осей вращения. Наклон осей вращения винтов в поперечной плоскости наружу и синхронизация вращения винтов обеспечивает безопасное прохождение лопастей одного несущего винта над втулкой другого. Реактивные моменты несущих винтов в этой схеме не полностью уравновешивают друг друга на главном редукторе вертолёта. Незначительный момент по тангажу компенсируется системой управления.
- Вертолёт поперечной схемы Focke-Wulf Fw 61
- Вертолёт продольной схемы CH-47 Chinook
- Вертолёт соосной схемы Ка-32
- Вертолёт с перекрещивающимися лопастями K-Max

#### Многовинтовой вертолёт
Вертолёт, имеющий три и более несущих винта.
Трёхвинтовой вертолёт — вертолёт, имеющий три несущих винта, расположенных в плане в виде треугольника. Реактивный момент несущих винтов в случае их однонаправленного вращения компенсируется за счёт наклона осей вращения винтов.
В случае, когда два несущих винта вращаются в одном направлении, а третий — в противоположном, появляется пара винтов, вращающихся в разных направлениях, общий реактивный момент которых взаимно уравновешивается. Для компенсации реактивного момента оставшегося непарного винта достаточно наклонить только его ось вращения.

Разновидностью данной схемы является трёхвинтовой вертолёт с малым хвостовым несущим винтом. Данная схема в сущности представляет собой двухвинтовой вертолёт поперечной схемы с хвостовым (задним) горизонтальным рулевым винтом. В этой схеме хвостовой винт значительно меньше двух остальных несущих винтов, создающих основную подъёмную силу. Хвостовой винт служит рулём высоты и иногда рулём направления. Реактивные моменты несущих винтов в данной схеме не уравновешиваются полностью, но влияние хвостового винта незначительно.
Четырёхвинтовой вертолёт (квадрокоптер) — вертолёт, имеющий четыре несущих винта, расположенных на концах крыльев или ферм. За счёт противоположного направления вращения в каждой паре (передней и задней) несущих винтов, реактивный момент пар винтов уравновешивается на крыльях (фермах).

### Классификация по взлётному весу
- Сверхлёгкие — вертолёты со взлётным весом до 1000 кг;
- Лёгкие — вертолёты со взлётным весом от 1000 до 4500 кг;
- Средние — вертолёты со взлётным весом от 4500 до 13000 кг;
- Тяжёлые — вертолёты со взлётным весом более 13000 кг.

Разделение средних и тяжёлых вертолётов отличается в России и за рубежом. Поэтому некоторые вертолёты могут классифицироваться в России как средние, а за рубежом — как тяжёлые.
В отдельных случаях может использоваться дополнительный класс сверхтяжёлых вертолётов (например: вертолёт Ми-12).

### Классификация по назначению
Гражданские вертолёты могут быть разделены на следующие виды:
- Многоцелевые — предназначены для перевозки пассажиров, грузов и выполнения различных целевых задач;
- Пассажирские — предназначены для перевозки пассажиров;
- Транспортные — предназначены для перевозки различных грузов в грузовой кабине и на внешней подвеске;
  - Вертолёты-краны — предназначены для перевозки грузов на внешней подвеске и выполнения строительно-монтажных работ.
- Поисково-спасательные — предназначены для поиска, спасания и оказания скорой помощи пострадавшим;
- Сельскохозяйственные (см. Сельскохозяйственная авиация) — предназначены для распыления удобрений, а также ядохимикатов для борьбы с вредителями с/х культур;

Военные вертолёты условно различаются на:
- Транспортные;
- Разведывательные;
- Боевые;
  - Ударные;
- Специальные[источник не указан 1587 дней].

### Категории вертолётов
Следующие категории устанавливаются для гражданских вертолётов на этапе сертификации:
- Категория A — лётно-технические характеристики вертолёта при отказе одного двигателя в любой точке траектории взлёта позволяют прекратить взлёт и совершить безопасную посадку на взлётную площадку (прерванный взлёт) или продолжить взлёт и набор высоты (продолженный взлёт). Также характеристики вертолёта при отказе одного двигателя в любой точке траектории посадки позволяют выполнить безопасную посадку (продолженная посадка) или прекратить посадку и перейти в набор высоты (прерванная посадка). Данная категория относится к многодвигательным вертолётам. При сертификации рекомендуется вертолётам со взлётным весом более 9080 кг и перевозящим более 9 пассажиров.
- Категория B — вертолёты, не попадающие под категорию A. При отказе одного двигателя на взлёте или посадке лётно-технические характеристики вертолёта обеспечивают выполнение безопасной посадки (прерванный взлёт, продолженная посадка).

Вертолёт может быть сертифицирован по обеим категориям.

### КлассификацияFAI
Все вертолёты отнесены к классу E-1.
Для более правильного отражения особенностей вертолётов разной взлётной массы дополнительно введены подклассы:
- E-1a — со взлётной массой до 500 кг;
- E-1b — со взлётной массой от 500 до 1000 кг;
- E-1c — со взлётной массой от 1000 до 1750 кг;
- E-1d — со взлётной массой от 1750 до 3000 кг;
- E-1e — со взлётной массой от 3000 до 4500 кг;
- E-1f — со взлётной массой от 4500 до 6000 кг;
- E-1g — со взлётной массой от 6000 до 10000 кг;
- E-1h — со взлётной массой от 10000 до 20000 кг;
- E-1j — со взлётной массой от 30000 до 40000 кг.

## Вертолёты на мускульной тяге
В июле 2013 года ультралёгкий квадрокоптер на мускульной тяге Atlas получил приз Сикорского в 250 000 долларов, провисев в воздухе 64,11 секунды и достигнув высоты 3,33 м, при этом оставаясь в рамках квадрата со стороной 9,8 м.

## В Юникоде
Символ вертолёта в Юникоде — 🚁.